# Dugu (stam)
Dugu was een Chinese noordelijke nomadenstam die tijdens de Periode van de Zestien Koninkrijken is ontstaan uit de Zuidelijke Xiongnu. De leden waren verwant met de Tiefu Xiongnu, maar sloten zich na 272 aan bij de Tuoba-stam van de Xianbei. Het belangrijkste stamhoofd van Dugu was Liu Kuren (劉庫仁, r.320-384). Het Dugu-stamverband bleef bestaan, ook toen het Tuoba-koninkrijk Dai in 376 werd vernietigd. Na het herstel van de Tuoba-staat in de vorm van de Noordelijke Wei-dynastie werd het laatste Dugu-stamhoofd in 387 verslagen door Tuoba Gui. Leden van de leidende clans van Dugu en Tuoba hadden ondertussen door onderlinge huwelijken een innige band ontwikkeld. Hierdoor kon de Dugu-clan onder de Noordelijke Wei uitgroeien tot een machtige adellijke familie die hun hoge maatschappelijke positie ook onder de Sui (581-618) en Tang-dynastie (618-907) wist vast te houden.

## Historische ontwikkeling

### Ontstaan
De Dugu zijn ontstaan uit het stamverband van de zuidelijke Xiongnu. Dat waren vazallen van de Jin-dynastie (265-420). In 271 leidde Liu Meng (劉猛) een opstand tegen de Jin. Hij wordt in juan 34 van het Boek van de Jin een leider van de Xiongnu (匈奴帥, Xiongnu Shuai), in juan 101 de "Rechter Wijze Koning" (右賢王, Youxiang wang) en in juan 97 zelfs Chanyu genoemd. Hij zou een zoon (of volgens juan 75 van het Nieuw boek van de Tang een broer) zijn geweest van Qubei (去卑), de stamvader van de Tiefu-Xiongnu. Liu Meng viel vanuit het noorden de provincie Bing binnen, het gebied ten oosten van de Ordoswoestijn. Hij verloor gevechten met Liu Qin (劉欽), gouverneur van de provincie Bing en met He Zhen (何楨), een Jin-generaal. Zij wisten hem echter niet definitief te verslaan, zodat zij uiteindelijk Li Ke (李恪), commandant van het linkerdeel van het leger van Liu Meng omkochten. Hij bracht Liu Meng vervolgens om.

### Politieke geschiedenis

#### Tot 320
Liu Fulun (劉副侖), een zoon van Liu Meng, vluchtte naar het gebied van de Tuoba ten noorden van de Chinese Muur. Daar vormden zijn volgelingen in 272 de Dugu-stam die zich aansloot bij de Tuoba. Liu Fulun werd het stamhoofd. Zijn sterfdatum is onbekend, maar zijn zoon, Liu Lugu (劉路孤) werd in 285 stamhoofd van Dugu. Hij trouwde met een dochter van Tuoba Yulü (拓跋鬱律, r.316-321), inmiddels koning van de Tuoba-staat Dai. In 318 viel Liu Hu (劉虎), r.309-341), stamhoofd van Tiefu, het koninkrijk Dai binnen. Hij werd door de Tuoba verslagen en ontsnapte met een klein aantal volgelingen tot achter de Chinese muur. Liu Lugu dwong het restant van het Tiefu-leger tot overgave aan de Tuoba.

#### Liu Kuren (320-384)
Liu Lugu werd in 320 als stamhoofd van Dugu opgevolgd door zijn zoon Liu Kuren (劉庫仁, †384), een zoon van een Tuoba-prinses. Hij was zelf ook gehuwd met een Tuoba-prinses, een dochter van Tuoba Shiyiqian (拓跋什翼犍, r.338-376), koning van Dai. Die verleende hem de titel "Heer van de Zuidelijke Regio", (南部大人, nanbu daren), het zuidelijke deel van Dai. Zijn verwant, Liu Weichen (劉衛辰, r.359-391) stamhoofd van Tiefu was in een voortdurende strijd verwikkeld met Dai en werd daarbij gesteund door Fu Jian ((苻堅, r.357–385)), heerser van het steeds machtiger wordende Vroegere Qin. Toen Liu Weichen de strijd tegen Dai dreigde te verliezen deed hij in 376 een beroep op Fu Jian. Die zag zijn kans schoon om zelf Dai te veroveren. Hij stuurde een 200.000 men tellende troepenmacht onder leiding van zijn neef, generaal Fu Luo (苻洛) naar de zuidgrens van Dai. Liu Kuren kreeg van Tuoba Shiyiqian opdracht hem met een 100.000 man tellende cavalerie tegen te houden. Hij leed een verpletterende nederlaag, Dai werd vernietigd en door Fu Jian opgedeeld. Liu Kuren ontving het gebied ten oosten van de Gele Rivier. Het westelijk deel kwam in handen van Liu Weicheng. Ze ontvingen beiden officiële titels van Fu Jian, waarbij Liu Kuren generaal van Lingjiang (陵江將軍) en markies van Guannei (關內侯) werd. Liu Weichen voelde zich hierdoor achtergesteld en viel Liu Kuren aan. Liu Kuren versloeg hem en nam na een achtervolging zijn manschappen en familieleden gevangen.
Verder verschafte Liu Kuren een toevluchtsoord voor leden van de voormalige Tuoba koninklijke familie, waaronder koningin Helan (賀蘭太后), weduwe van de laatste kroonprins en haar zoon Tuoba Gui (拓跋珪), die in 386 het koninkrijk Dai zal herstellen. Fu Jian bevorderde Liu Kuren tot de rang van generaal Zhenwei (振威將軍). In 384 probeerde hij Fu Pi (苻丕), zoon van Fu Jian te ontzetten toen die werd belegerd door Murong Chui (慕容垂, de stichter van Latere Yan. Liu Kuren kwam in een hinderlaag terecht, werd gevangen genomen en omgebracht door Muyu Chang (慕輿常).

#### Overgave (387)
Liu Kuren werd in 384 opgevolgd door zijn jongere broer Liu Juan (劉眷, †385). Net als zijn broer had ook hij een nauwe band met het koningshuis van Dai en ontving van de laatste Dai-koning, Tuoba Shiyijian (r.338-376), de eretitel  "Heer van de Noordelijke Regio", (北部大人, beibu daren). Liu Juan was tevens vader van een concubine van Tuoba Gui, kleinzoon van de laatste Dai-koning, die in 386 het koninkrijk Dai zou herstellen onder de naam Noordelijke Wei. De concubine met de postume titel keizerin Xuanmu (宣穆皇后) zal in 392 moeder worden van Tuoba Si, de tweede keizer (r.409-423) van de Noordelijke Wei.
Liu Xian (劉顯, †387), zoon van Liu Kuren, vermoordde in 385 zijn oom Liu Juan en volgde hem op als stamhoofd van Dugu. Hij zag de toen veertienjarige Tuoba Gui als een bedreiging en wilde ook hem doden. Met hulp van hovelingen werd die in veiligheid gebracht en kwam onder bescherming te staan van zijn oom He Ne (賀訥, ook: Helan Na 賀蘭訥) uit de clan van zijn moeder. Daar aangekomen werd hij uitgeroepen tot koning van het herstelde Dai. Liu Xian werd door coalitietroepen van Noordelijke Wei en Latere Yan aangevallen en verslagen bij Mize (彌澤, ten zuidwesten van het huidige Shuozhou in de provincie Shanxi). Liu Xian gaf zich over aan generaal Murong Lin (慕容麟, †398) van Latere Yan, die hem verbande naar Zhongshan in het noordwesten van de huidige provincie Hebei. Twee zonen van Liu Juan, Liu Luochen (劉羅辰) en Liu Feini (劉肺泥) hadden zich samen met hun neef Liu Kangni (劉亢泥, †396) aangesloten bij Tuoba Gui. Hun nakomelingen vormden binnen de Noordelijke Wei de Dugu-clan, die daar uitgroeide tot een machtige adellijke familie.

## Overzicht van de stamhoofden van de Dugu
| Persoonsnaam                             | Regeerperiode | Familierelatie                                 |
| ---------------------------------------- | ------------- | ---------------------------------------------- |
| (1) Liu Meng (劉猛)                      | 272           | zoon (of broer) van Qubei                      |
| (2) Liu Fulun (劉副侖)                   | 272-?         | zoon van Liu Meng                              |
| (3) Liu Lugu (劉路孤)                    | 285-320       | zoon (of broer?) van Liu Fulun                 |
| (4) Liu Kuren (劉庫仁) / Luo Chui (洛垂) | 320-384       | zoon van Liu Lugu                              |
| (5) Liu Juan (劉眷) / Tou Juan (頭眷)    | 384-385       | zoon van Liu Lugu, jongere broer van Liu Kuren |
| (6) Liu Xian (劉顯) / Choufa (丑伐)      | 385-387       | zoon van Liu Kuren, neef van Liu Juan          |

## Historiografische bronnen
De belangrijkste Chinese historiografische bronnen (biannianti) voor de Dugu zijn:
- Boek van de Wei uit 554: juan 23 en 83.
- Geschiedenis van het Noorden uit 659: juan 20.
- Boek van de Jin uit 648: juan 97.
- Zizhi tongjian (Doorlopende spiegel tot hulp bij het bestuur) uit 1066: juan 79 en 105.